# شبکه شما
شبکهٔ شما یکی از شبکه‌های تلویزیونی دولتی کشور ایران بود که در مجموعهٔ صدا و سیمای جمهوری اسلامی ایران مدیریت می‌شد. هویت بصری و گرافیک این شبکه در تاریخ ۵ اسفندماه سال ۱۳۹۹ تغییر کرد. این شبکه در ۵ مرداد ۱۴۰۱ برای دومین بار به دلیل کمبود مخاطب به کارش پایان داد.

## تاریخچه
پس از اجرای سیستم پخش دیجیتالی و گسترش این سیستم در کشور مدیران صدا وسیما در طرحی به فکر افزایش تعداد شبکه‌های سراسری افتادند که در این راستا پس از افتتاح شبکه مستند، پخش رسمی شبکه شما در ۸ مرداد ۱۳۹۰ با حضور محمود احمدی‌نژاد رئیس جمهور وقت ایران و رئیس سازمان صدا و سیما آغاز شد.
این شبکه که با روی کار آمدن محمد سرافراز رئیس صدا وسیما با شعار کوچک سازی صدا وسیما و به علت آغاز پخش اچ‌دی شبکه مستند سیما و کمبود پهنای باند فرستنده دیجیتال، در ۲۷ اسفند ۱۳۹۴ در شبکه آموزش ادغام شده بود، پس از تغییرات مدیریتی صدا و سیما و لزوم توجه به برنامه‌های تولیدی مراکز استان‌ها و پخش برنامه‌های شاخص مرکز استان‌ها در سراسر ایران و به دنبال حمایت مالی دولت وقت در زمان ریاست عبدالعلی علی‌عسگری در صدا و سیما مجدداً در ۲۹ شهریور ۱۳۹۵ افتتاح مجدد شد. این شبکه در تاریخ ۵ مرداد ۱۴۰۱ برای دومین بار به دلیل کمبود شدید مخاطب به فعالیتش پایان داد.

## برنامه‌ها
شبکه شما با اتکا به تولیدات برنامه‌ای سیمای مراکز استان‌ها از طریق تأمین و تولید برنامه، یکپارچگی اقوام و قشرها مختلف کشور را در عین گوناگونی نمایش می‌دهد و عموم مردم مخاطبان آن بودند. وجه غالب، گرایش و عمده برنامه‌های این شبکه، اجتماعی، فرهنگی و اقتصادی و پوشش آن سراسری است. این شبکه از ۱۲ شهریور ماه ۱۳۹۰ به صورت ۲۴ ساعته شد.
شبکه شما با مشارکت وزارت گردشگری و میراث فرهنگی سعی در تسهیل امر گردشگری دارد.
یکی از واحدهای فعال شبکه، فضای مجازی آن می‌باشد که با تهیه پوسترها و اعلام برنامه روزانه و درگیر کردن مخاطبان با پرسش و پاسخ و معرفی مراکز، اماکن دیدنی و ترغیب به مطالعه با سوالات اطلاعات عمومی سعی در افزایش میزان مطالعه مخاطبان دارد.
بعضی از مسابقات لیگ برتر فوتبال ایران، لیگ قهرمانان آسیا، لیگ آزادگان و جام حذفی فوتبال از این شبکه پخش می‌شود.
از دیگر مسابقات ورزشی پخش شده می‌توان به لیگ برتر والیبال ایران و مسابقات سوپر لیگ بسکتبال اشاره داشت.

## اهداف
- شبکه شما بر آن بود که ایران تهران نیست
- ایرانی ترین شبکه صداو سیما بدون پخش حتی یک فریم تولیدات خارجی
- پخش برگزیده ی آثار فاخر مراکز استانها در سطح ملی
- ترویج فرهنگ‌ها و سنت‌های اصیل ایرانی اسلامی به منظور ایجاد ارتباط نزدیک و صمیمانه میان قشرهای مختلف مردم
- معرفی دست‌آوردها و خدمات نظام در استان‌ها به منظور تقویت اعتماد بین مردم و نظام
- ایجاد وحدت و همگرایی در حوزه اقوام و احترام به تفاوت های قومی
- پخش مسابقات ورزشی لیگ های برتر تیم های استانی در کشور
- کشف استعدادها، ظرفیت ها و توانمندی برنامه سازان و مجریان و معرفی به شبکه ملی شما
- صیانت از اداب و رسوم و سبک زندگی روستایی و عشایری
- نمایش و معرفی دستاوردها و مفاخر استان ها
- توجه ویژه به حوزه کشاورزی و محیط زیست
- نگاه ویژه به موسیقی فولکلور و محلی برای معرفی فرهنگ غنی ایرانی
- ارتقا سطح کیفی مراکز استانها
- تریبونی برای پیگیری مطالبات استان ها از پایتخت
- مرکزی چندسویه برای ارتباط و بیان دغدغه ها بین چند استان به صورت همزمان
- شبکه ای پیشرو در نمایش رئیدادهای خبری به ویژه امدادرسانی رسانه ای در بحران های طبیعی
- نقش هدایت گری و راهبری در مناسبت های کشوری هم اعم از محرم ، نوروز، انتخابات
- نمایش ایجاد شور و نشاط در کشور
- تاکید و توجه ویژه به مناسبات مطالبات و نیازهای مناطق مرزی
- نگاه ویژه به روستا، رشد اقتصادی و مهاجرت معکوس
- تبیین اهمیت جایگاه گردشگری و صنایع دستی در کشور
- محفلی ویژه برای مستندسازان جوان و آثار اول

## پایان فعالیت
این شبکه به دلیل تصمیم مدیریتی، علی رغم رقابت با شبکه های سیما و نیاز به بستر فنی برای ایجاد شبکه های SD به HD ،از ۵ مرداد ۱۴۰۱ به فعالیت خود پایان داد. برنامه‌های شاخص این شبکه از شبکه‌های دیگر پخش می‌شود.

## نشان واره‌ها

اولین نشان (۱۳۹۰-۱۳۹۴)
دومین نشان (۱۳۹۴-۱۳۹۹)
سومین نشان (۱۳۹۹- ۱۴۰۱)